# Zacatepec, Chiconcuautla
Zacatepec är en ort i Mexiko.   Den ligger i kommunen Chiconcuautla och delstaten Puebla, i den sydöstra delen av landet, 140 km nordost om huvudstaden Mexico City. Zacatepec ligger 1 709 meter över havet och antalet invånare är 346.
Terrängen runt Zacatepec är kuperad västerut, men österut är den bergig. Runt Zacatepec är det ganska tätbefolkat, med 160 invånare per kvadratkilometer. Närmaste större samhälle är Huauchinango, 13,5 km norr om Zacatepec. I omgivningarna runt Zacatepec växer i huvudsak blandskog.